# Le Crest
 Le Crest  es una población y comuna francesa, situada en la región de Auvernia, departamento de Puy-de-Dôme, en el distrito de Clermont-Ferrand y cantón de Veyre-Monton.

## Demografía
| 415 | 386 | 507 | 763 | 937 | 1128 |
| Para los censos de 1962 a 1999 la población legal corresponde a la población sin duplicidades (Fuente: INSEE [Consultar]) |     |     |     |     |      |

## Personalidades
- Anton Docher

## Galería

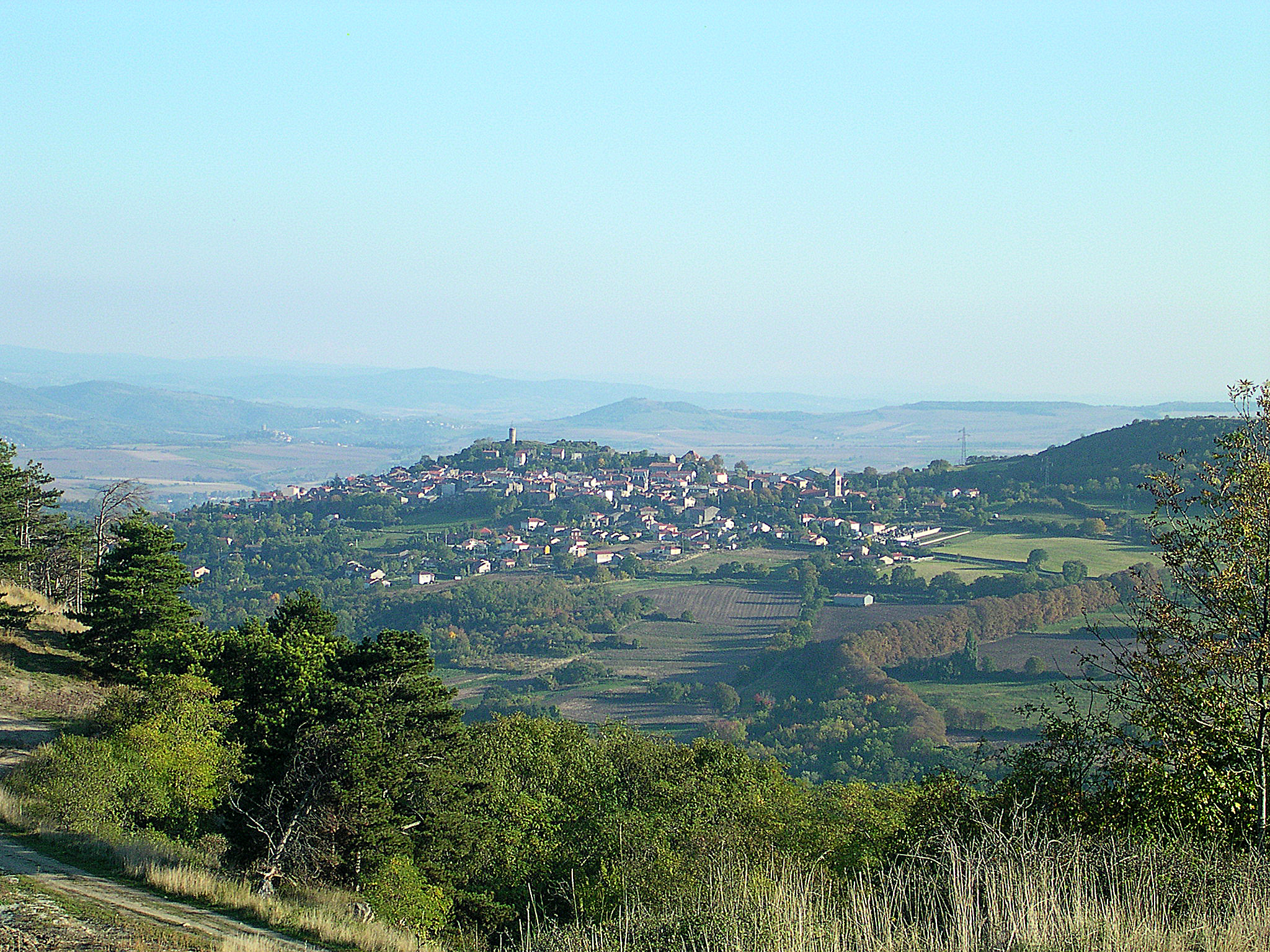
Le Crest, 2006
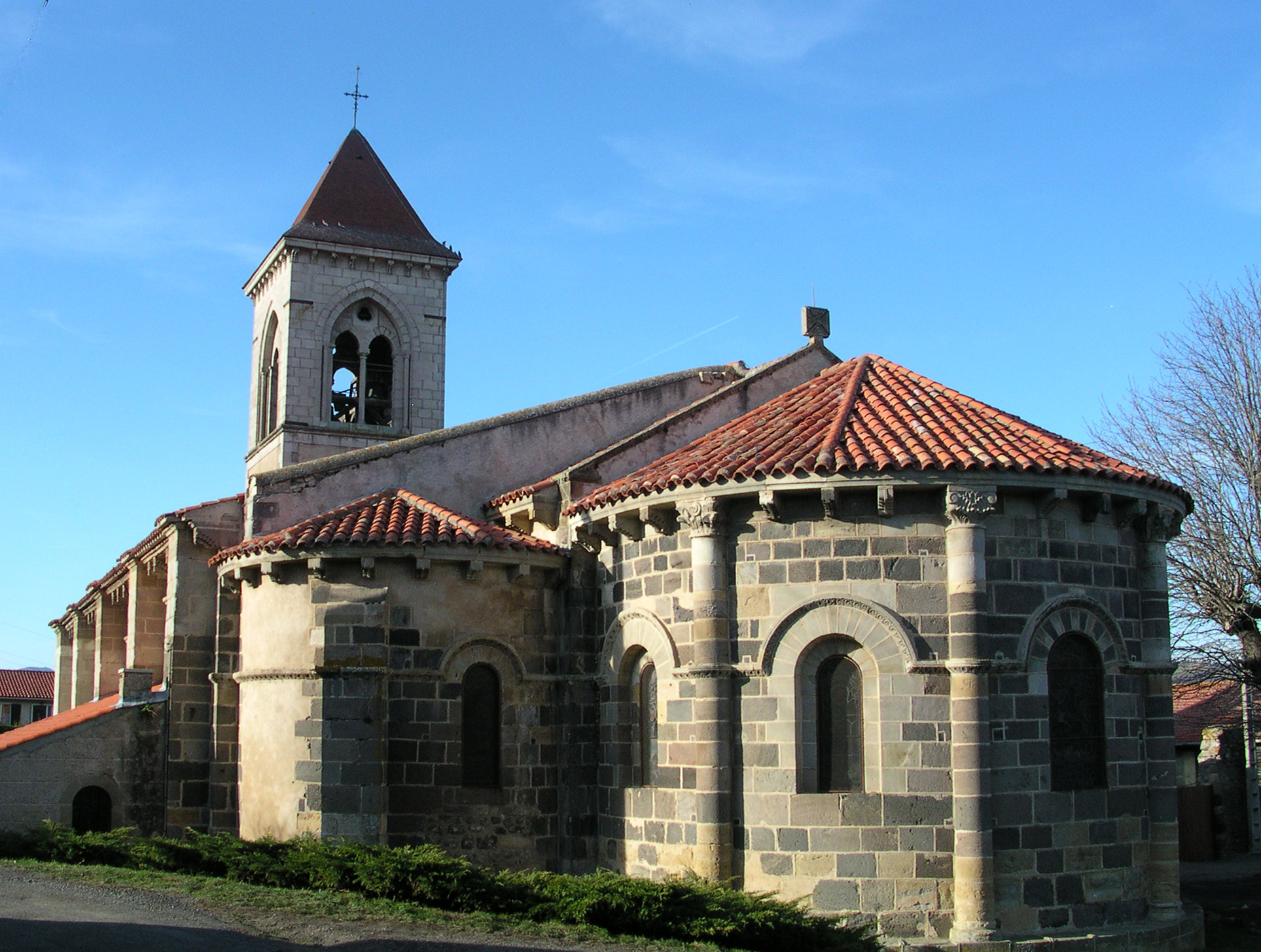
Iglesia de Le Crest
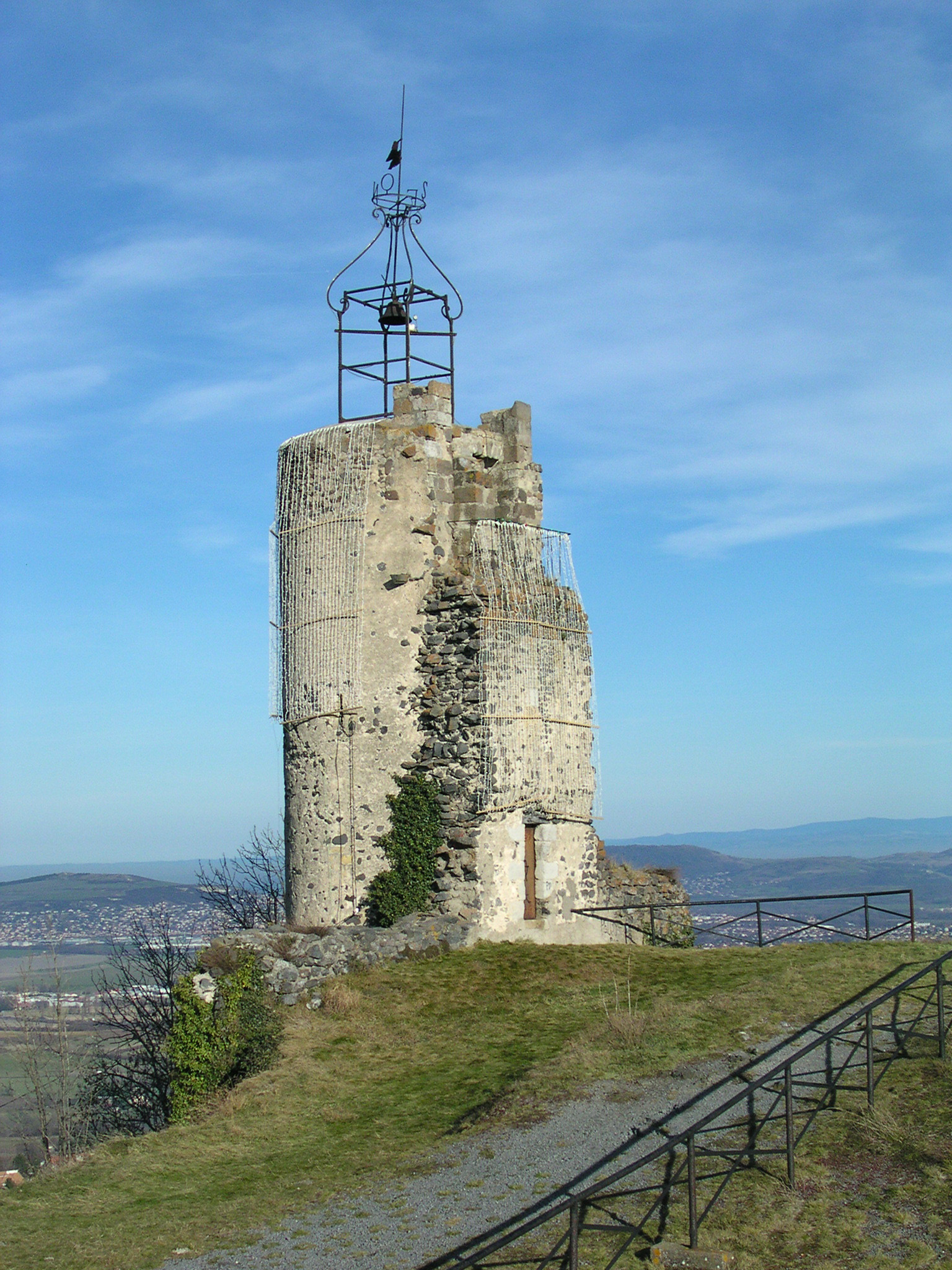
"La tour de l'horloge"
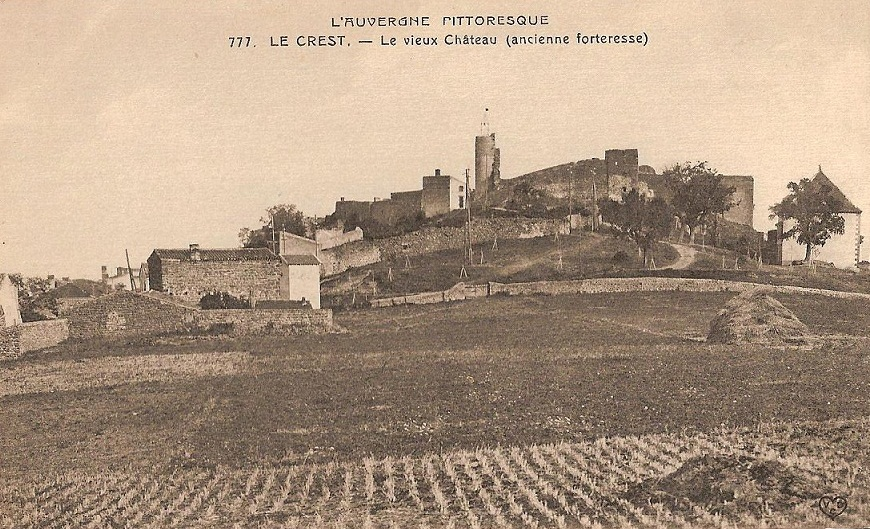
El pueblo de Le Crest c. 1900
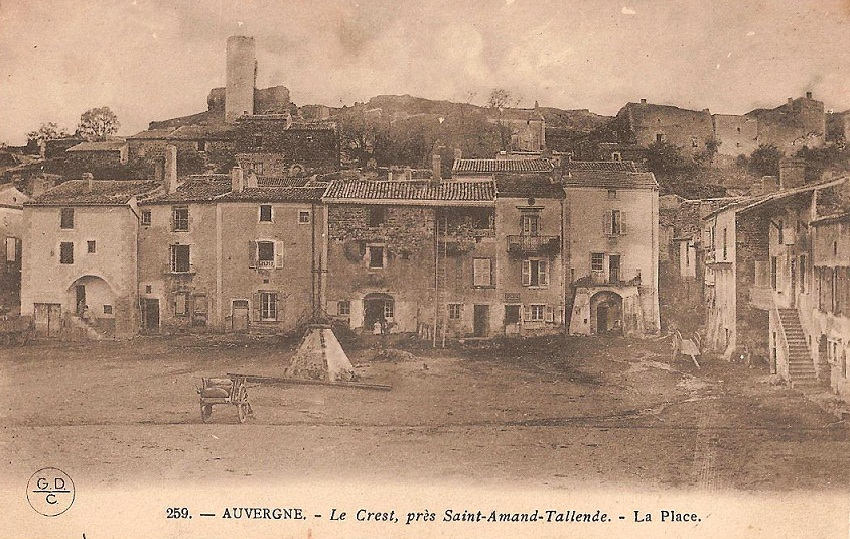
Plaza de la fuente, c. 1900
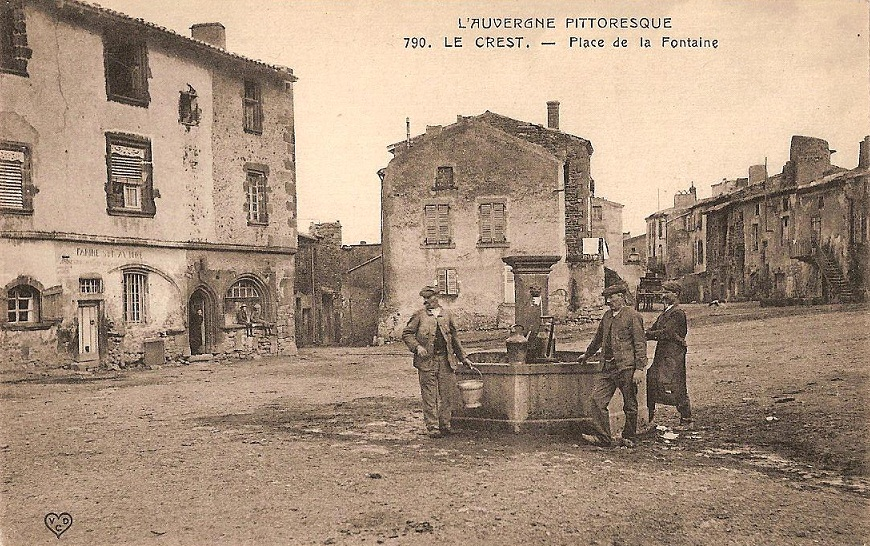
Plaza principal c. 1900